# Lothar Dupke
Lothar Dupke (* 28. März 1951 in Wuppertal; † 4. April 2013 in Delmenhorst) war ein deutscher Fußballspieler.

## Karriere
Der „waschechte Wuppertaler Junge“ Lothar Dupke wechselte 1974 von seinem Stammverein ASV Wuppertal zum großen Nachbarn Wuppertaler SV. Mit dem WSV trat er in der Saison 1974/75 in der Bundesliga an. Sein Debüt gab er am 1. Spieltag bei der 1:4-Heimniederlage gegen den MSV Duisburg. In der weiteren Spielzeit machte er 32 weitere Spiele und erzielte drei Tore, darunter den Ehrentreffer beim 1:3 gegen Bayern München. Damit war der offensivfreudige Außenverteidiger der in dieser Spielzeit am häufigsten eingesetzte Spieler des WSV, hinter Franz Gerber und Gustav Jung erfolgreichster Torschütze seines Teams und „einer der wenigen Lichtblicke in diesem Abstiegsjahr“, das der WSV als Tabellenletzter beendete. In den nächsten fünf Jahren gehörte Dupke zum Stammpersonal des WSV in der zweiten Liga, bis dieser in der Saison 1979/80 den letzten Platz belegte. Daraufhin kehrte Dupke zum ASV Wuppertal zurück, der in der Oberliga Nordrhein antrat, wo er noch ein Jahr aktiv war.
Anschließend war Dupke im Lebensmittel-Einzelhandel tätig, zunächst in Haßlinghausen, später in Magdeburg und Delmenhorst. Dort verstarb er im April 2013 im Alter von 62 Jahren.